# El Tanque Sisley
Centro Cultural y Deportivo El Tanque Sisley, kurz El Tanque Sisley (Spitznamen: Tanque, Verdinegro), ist ein Fußballverein aus Montevideo in Uruguay. Die Fußballmannschaft des Vereins spielt in der Saison 2017 in der höchsten uruguayischen Spielklasse, der Primera División.

## Geschichte

### Von der Gründung bis zur ersten Zweitligameisterschaft
Der Verein wurde am 17. März 1955 durch Víctor Della Valle, Enrique Fessler, Rubén Rodríguez und Jorge Codesal gegründet. Die Namensgebung folgte dabei unter Bezugnahme auf den Gründungsort, der an der Kreuzung der montevideanischen Straßen Cerro Largo und Yaguarón in der Nähe eines dort vorhanden großen Benzintanks lag. Man nannte den Verein Club Atlético El Tanque. Die ersten Wettbewerbsteilnahmen des Vereins fanden in der Liga Palermo statt. Nachdem man dort durchaus erfolgreich war, fasste man den Entschluss, sich der AUF anzuschließen. Man stieg in der Viertklassigkeit in der seinerzeit "Extra B" benannten Liga ein und wurde 1959 im Jahr der ersten Wettbewerbsteilnahme auf Verbandsebene direkt ungeschlagener Meister dieser Klasse. 1961 zeichnete man dann eine Ligaebene höher in der "Extra A" erfolgreich. 1972 fusionierte man mit Sportivo Italiano. 1981 wurde man Meister in der Segunda División. Im Dezember jenes Jahres erfolgte der Zusammenschluss mit dem am 16. April 1941 gegründeten Centro Cultural y Deportivo Sisley. Seit diesem Zeitpunkt trägt der Verein den heute gültigen Namen Centro Cultural y Deportivo El Tanque Sisley. In einer 4er-Relegationsrunde, an der neben El Tanque Sisley die Vereine Fénix, Liverpool FC und Racing teilnahmen, scheiterte man als Tabellendritter, so dass El Tanque Sisley in der Zweiten Liga verblieb.

### Vom zweiten Zweitligameistertitel bis zur ersten internationalen Wettbewerbsteilnahme
Nach dem zweiten Meisterschaftstitel in Uruguays zweithöchster Spielklasse im Jahr 1990 folgte dann der Aufstieg. 1991 spielte man somit für eine Spielzeit in Uruguays höchster Spielklasse, der Primera División. Die Saison 2009/10 beendete man abermals als Meister in der Segunda División und stieg damit erneut in die höchste uruguayische Spielklasse auf.
Das Torneo Apertura 2012 der Spielzeit 2012/13 schloss man als Überraschungsmannschaft der Saison auf dem vierten Tabellenplatz ab. Aufgrund der finanziellen Situation des Vereins und des zum Serienwechsel anstehenden Umbruchs innerhalb der Mannschaft verließ Erfolgstrainer Raúl Möller anschließend den Verein in Richtung des Ligakonkurrenten Liverpool FC. Am 19. Dezember 2012 erfolgte die Bekanntgabe der Verpflichtung von Osvaldo Canobbio als neuem Trainer. Dieser betreute bei seiner ersten Cheftraineranstellung die Mannschaft in der Clausura 2013 gemeinsam mit Assistent Diego "Cáscara" Varela und Torwarttrainer Gustavo Desirello. Am Saisonende stand sodann der 5. Tabellenplatz in der Abschlusstabelle zu Buche. Dies bedeutete für den Klub die Qualifikation für die Copa Sudamericana 2013 und somit erstmals in der Vereinsgeschichte die Teilnahme an einem internationalen Wettbewerb. Dort schied man jedoch in der Ersten Runde gegen CSD Colo-Colo aus, was am 8. August 2013 die Trennung von Trainer Canobbio kurz vor dem Start in die Spielzeit 2013/14 zur Folge hatte. Nachfolger wurde der unmittelbare Vorgänger Raúl Möller.
Durch den 7. Rang in der Apertura 2013 und den 14. in der Clausura 2014 belegte El Tanque Sisley in der Jahresgesamttabelle der Saison 2013/14 den 13. Platz. In der nachfolgenden Spielzeit 2014/15 vermied der Verein als 9. der Jahresgesamttabelle und 12. der Abstiegswertung durch einen Sieg am letzten Spieltag gegen den unmittelbaren Konkurrenten Atenas nur knapp den Abstieg. Anschließend wurde in der Presse über die wirtschaftlichen Probleme des Klubs berichtet. So beklagten neben anderen Spielern unter anderem Mannschaftskapitän Andrés Aparicio und auch Joel Burgueño rückständige Gehaltszahlungen des Vereins.
In der Saison 2015/16 war dann als Tabellenfünfzehnter der Saisontabelle und aufgrund der damit einhergehenden schlechten Wertung im saisonübegreifenden Abstiegsranking der Abstieg nicht mehr zu verhindern. Somit spiel man in der Zwischensaison 2016, mit der wieder vom jahresübergreifenden "europäischen" auf den Jahresrhythmus des Saisonverlaufs umgestellt wird, in der zweithöchsten uruguayischen Profi-Spielklasse.

## Stadion
Seit der Apertura 2012 trägt der Verein, der bislang im nach einem der Vereinsgründer benannten, 4.000 Zuschauer fassenden Estadio Victor Della Valle spielte, seine Heimspiele außerhalb Montevideos im in Florida gelegenen Estadio Campeones Olímpicos aus. Die Liga de Fútbol de Florida erhält dafür jeweils 10 % der pro Spiel fälligen Abgaben.

## Erfolge
- 3× Meister der Segunda División (1981, 1990 und 2009/10)

## Trainerhistorie
- 1990: Ricardo Ortíz
- 2000: Wilmar Cabrera
- 2001: Antonio Alzamendi
- 2001 bis 2002: Julio Acuña
- August 2011 bis Dezember 2012[14]: Raúl Möller
- 19. Dezember 2012 bis 8. August 2013: Osvaldo Canobbio
- August 2013 bis April 2015[15]: Raúl Möller
- April 2015 bis Mai 2016: Julio César Antúnez[16]
- seit Juli 2016: Darío Tempesta[17]

## Ehemalige Spieler
- Martín Barlocco
- Matías Cresseri
- Hugo Guerra
- Iván Pailós
- Venancio Ramos
- Gonzalo Vicente